# ميكي ويلش
ميكي ويلش (بالإنجليزية: Mickey Welch)‏ هو لاعب كرة قاعدة أمريكي، ولد في 4 يوليو 1859 في بروكلين في الولايات المتحدة، وتوفي في 30 يوليو 1941 في كونكورد في الولايات المتحدة.

## وصلات خارجية
- ميكي ويلش على موقع دوري كرة القاعدة الرئيسي (الإنجليزية)
- ميكي ويلش على موقعبيزبول رفرنس.كوم (الدوري الرئيسي) (الإنجليزية)
- ميكي ويلش على موقعبيزبول رفرنس.كوم (الدوري الثانوي) (الإنجليزية)
- ميكي ويلش على موقع جمعية أبحاث البيسبول الأمريكية (الإنجليزية)
- ميكي ويلش على موقع إي إس بي إن.كوم (أم.أل.بي) (الإنجليزية)
- ميكي ويلش على موقع مشجعي الرسوم البيانية (الإنجليزية)
- ميكي ويلش على موقع قاعة مشاهير كرة القاعدة (الإنجليزية)